# Choeromorpha amica
Choeromorpha amica es una especie de escarabajo longicornio de la subfamilia Lamiinae. Fue descrita científicamente por White en 1856.
Se distribuye por Malasia. Posee una longitud corporal de 13,5-14,5 milímetros. El período de vuelo de esta especie ocurre en el mes de marzo.